# Пеніжкове
Пен́іжкове — село в Україні, в Христинівській міській громаді Уманського району Черкаської області.Розташоване за 10 км на північний схід від міста Христинівка і за 2,5 км на північний захід від зупинного пункту Ліщинівка. Населення становить 526 осіб, дворів 270 (станом на 2009 рік).

## Історія
На території села виявлено залишки поселення трипільської культури, доби пізньої бронзи та черняхівської культури. 18 козацьких курганів.
Село виникло на початку XVII століття в лісі на вирубках.
Під час Голодомору 1932—1933 років, тільки за офіційними даними, від голоду померло 65 мешканців села.

## Галерея

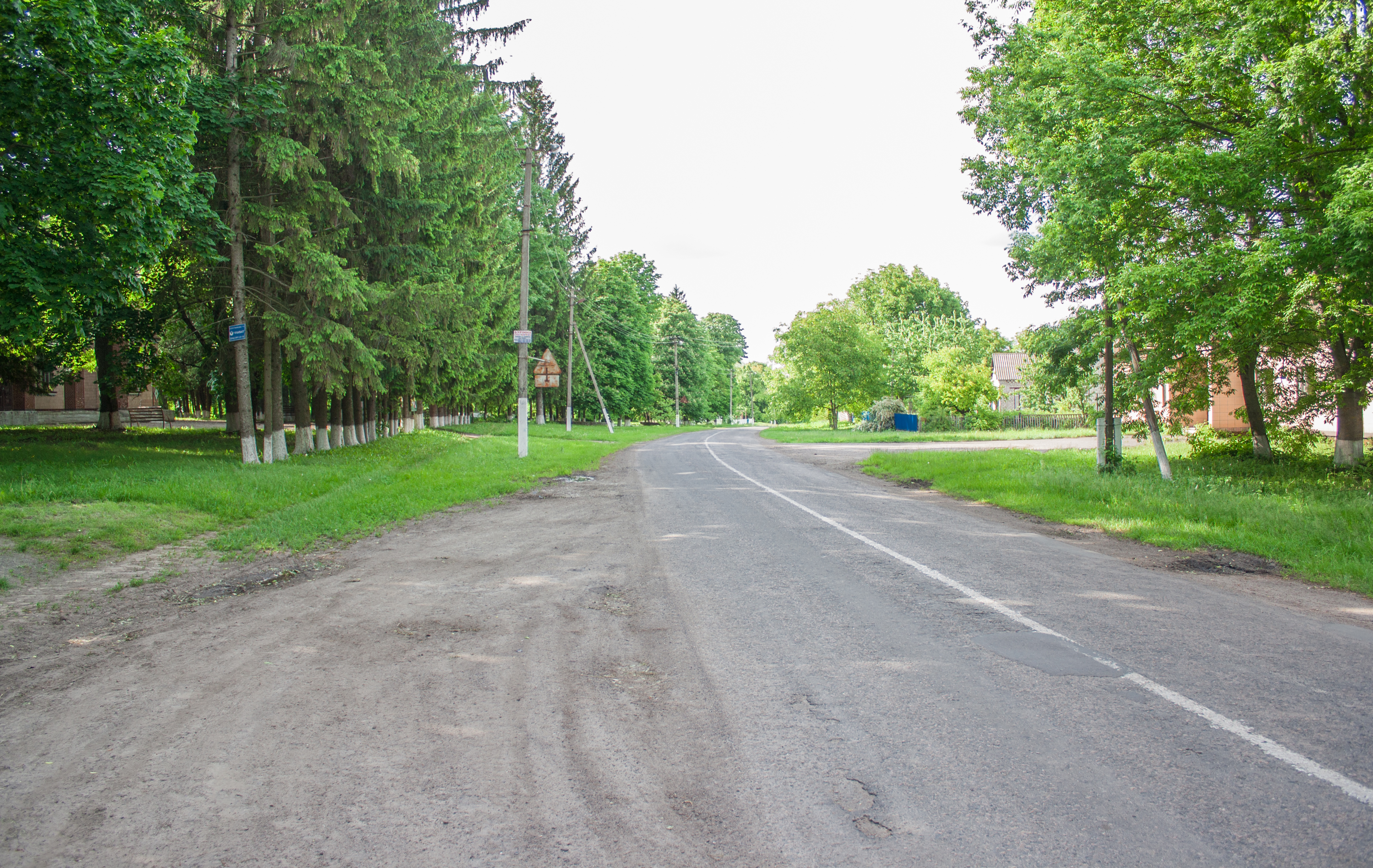
Вулиця Шкільна
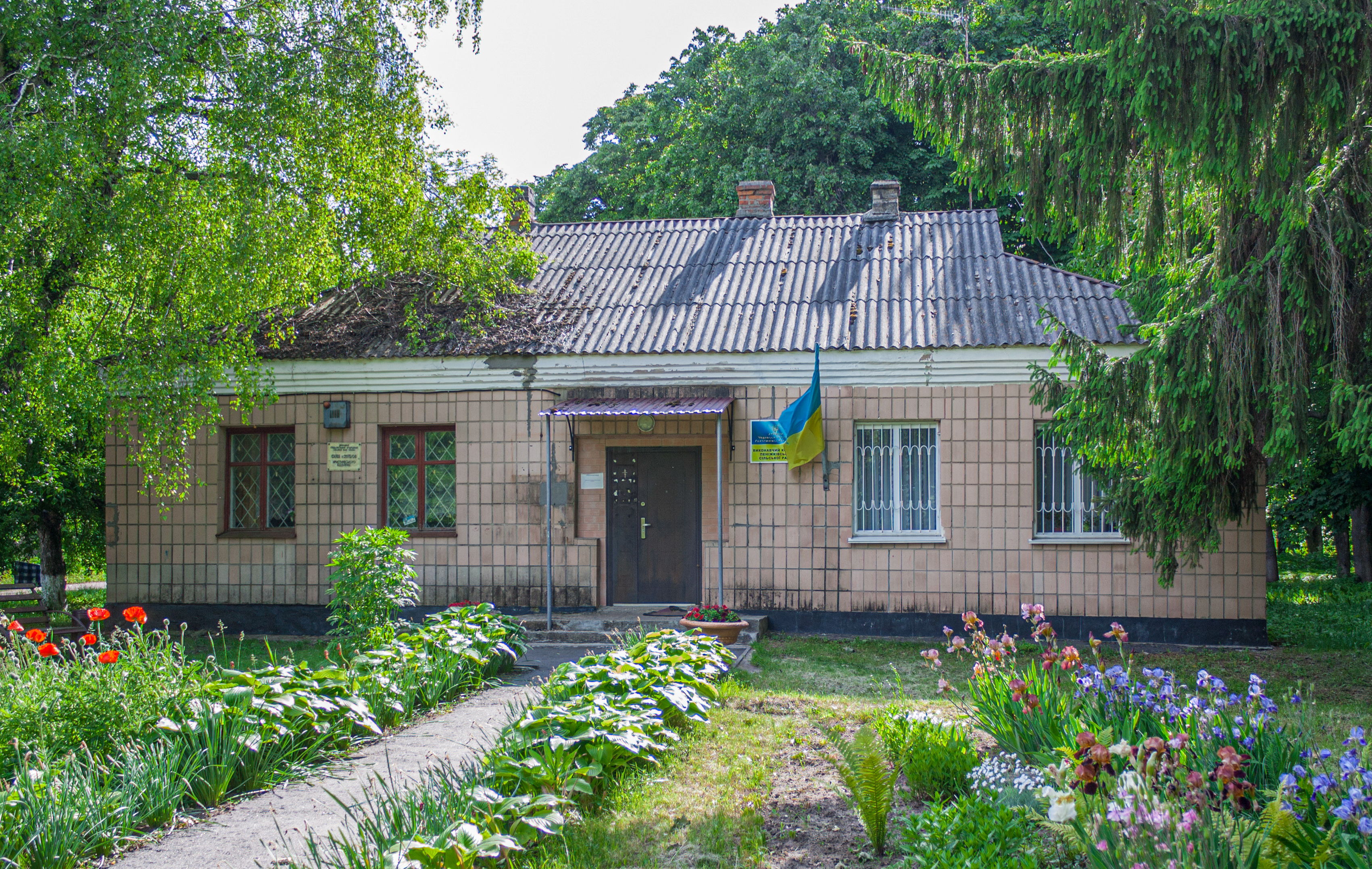
Сільська рада
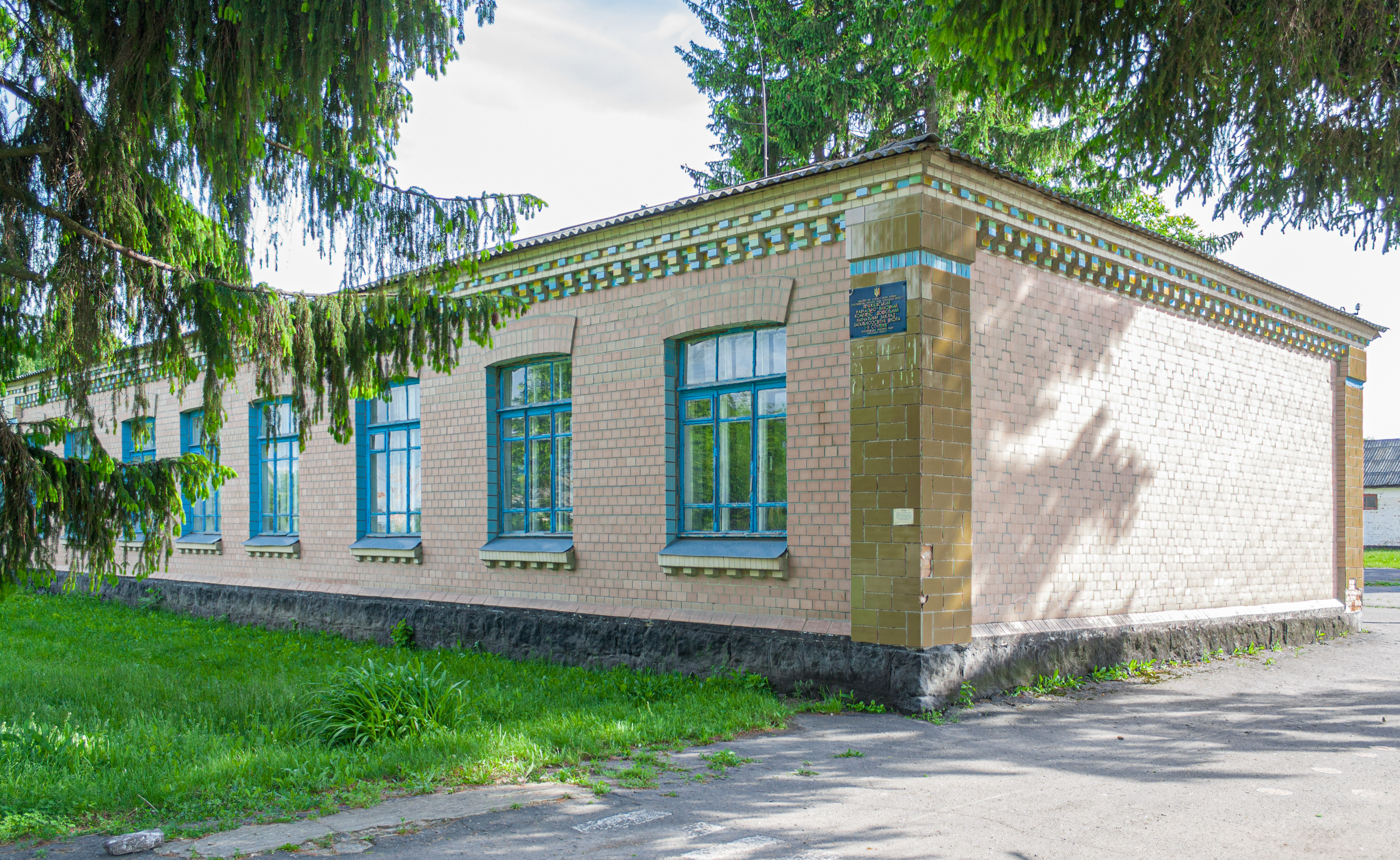
Школа
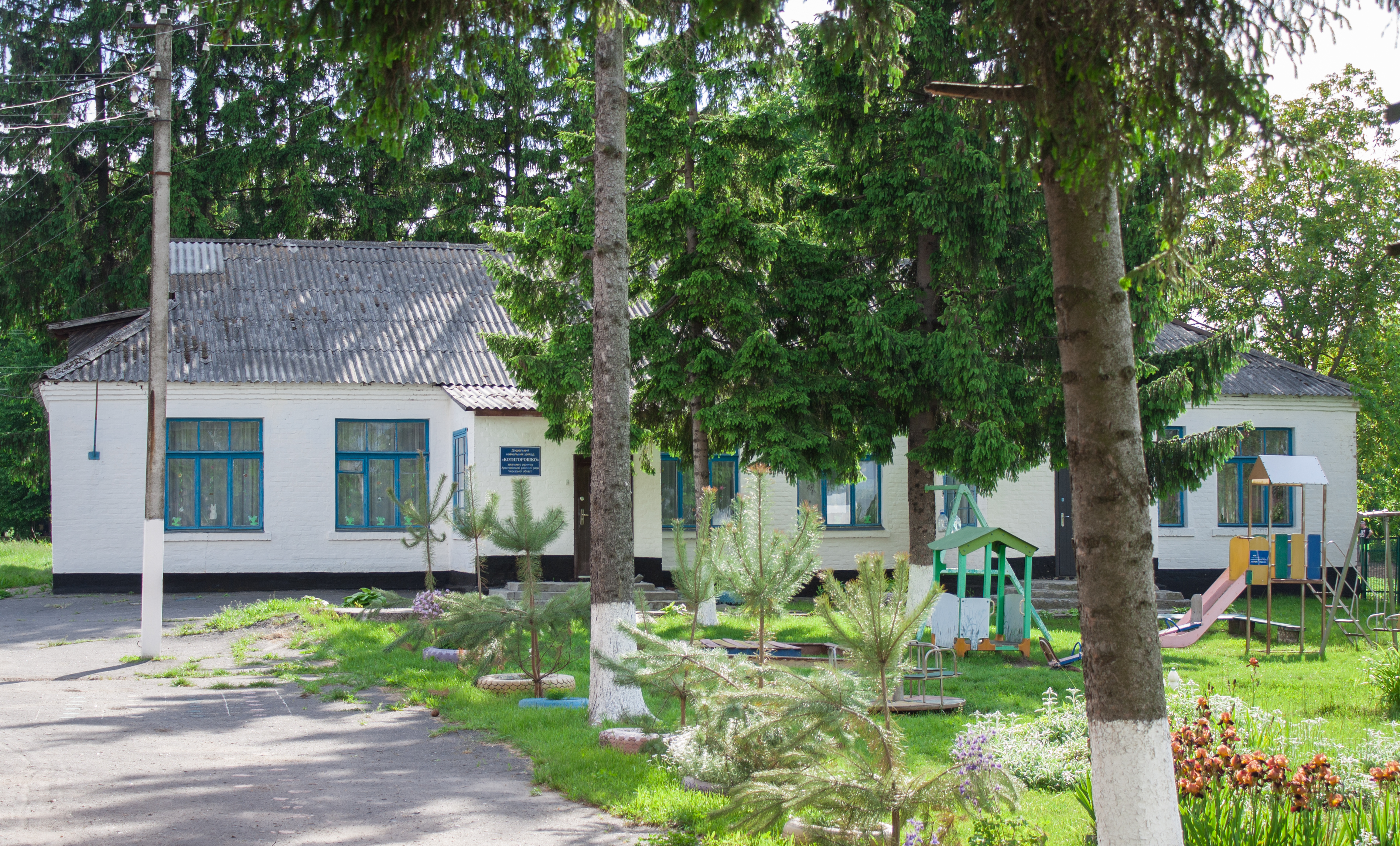
Дитсадок
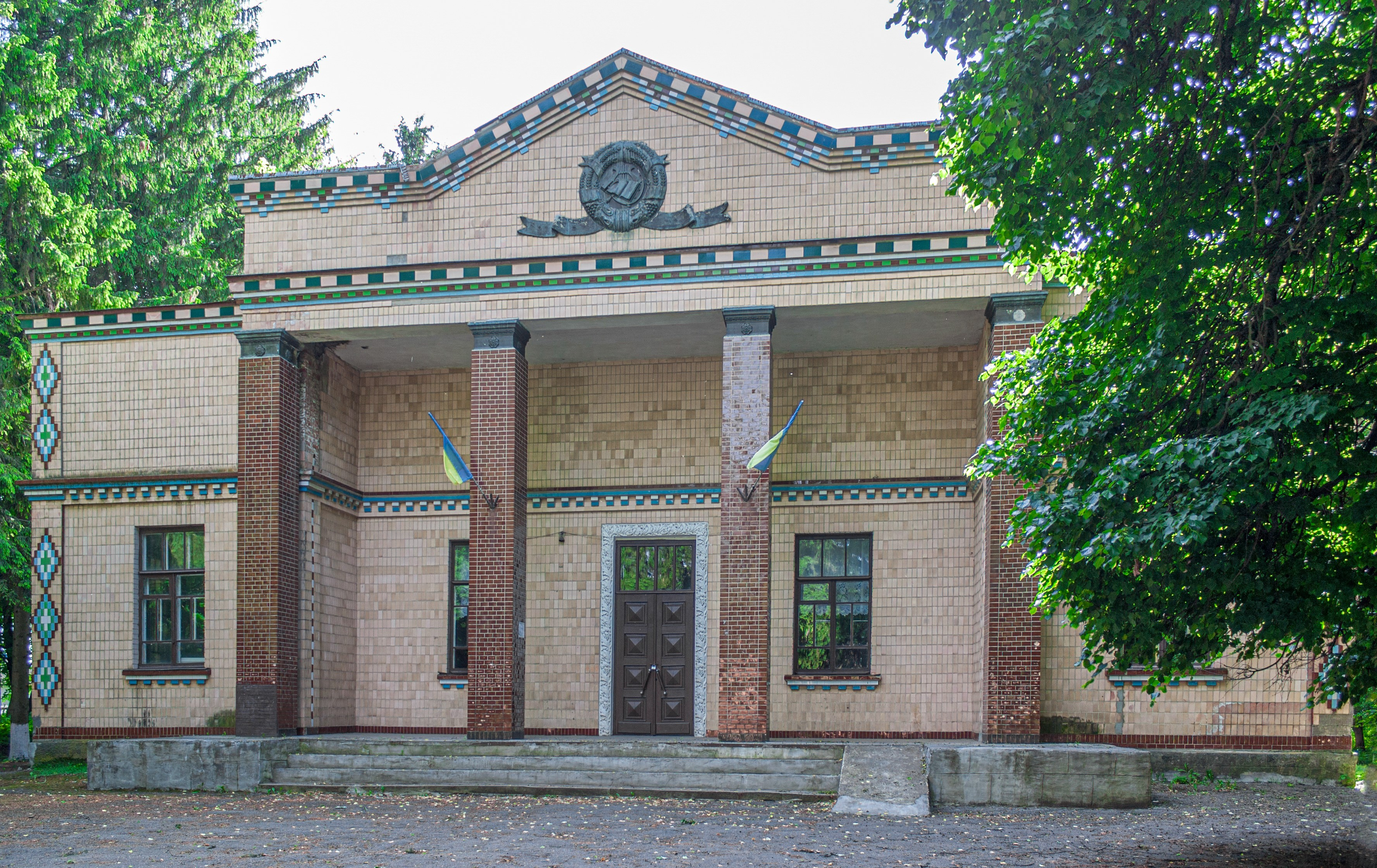
Будинок культури
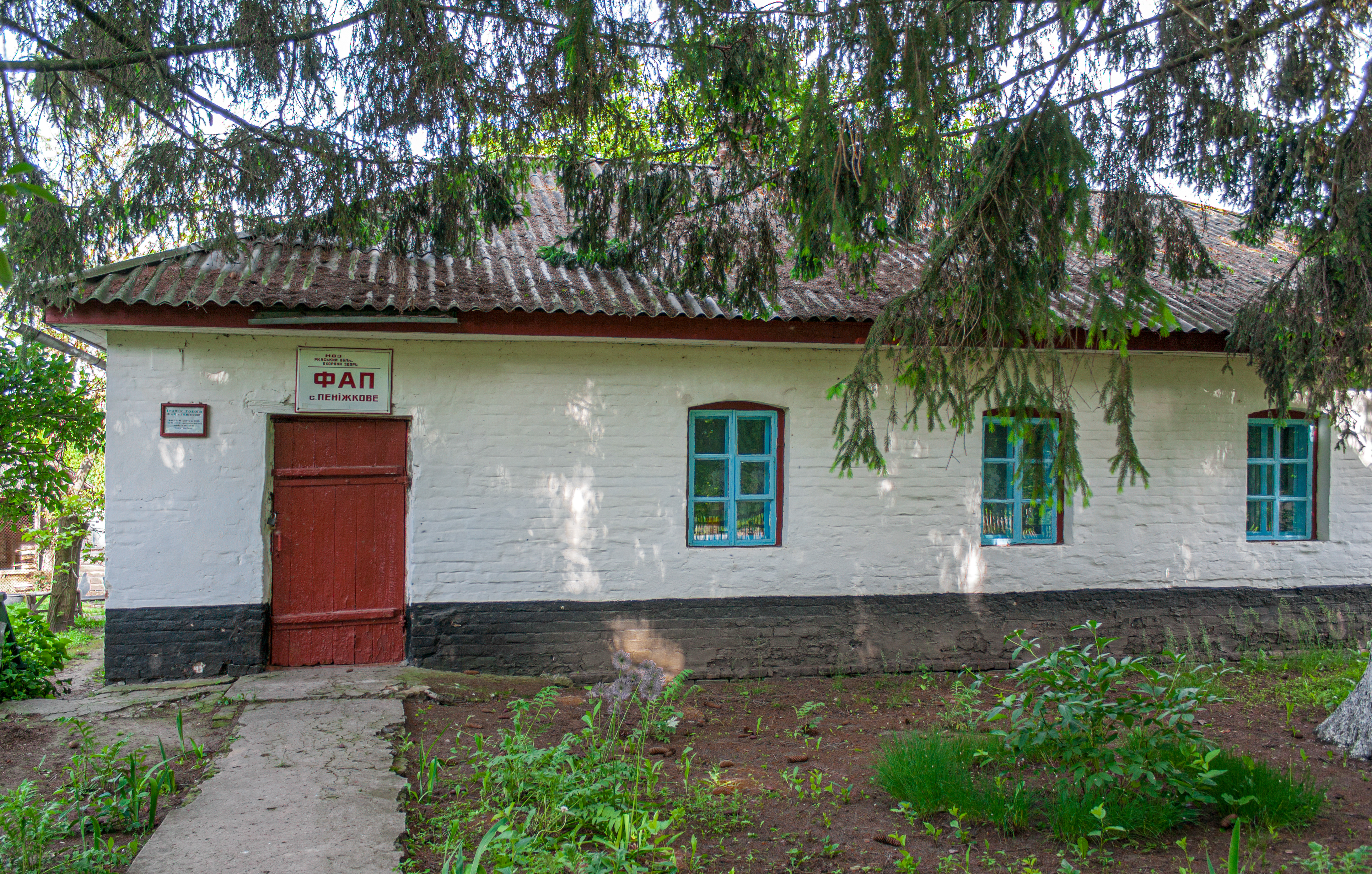
ФАП
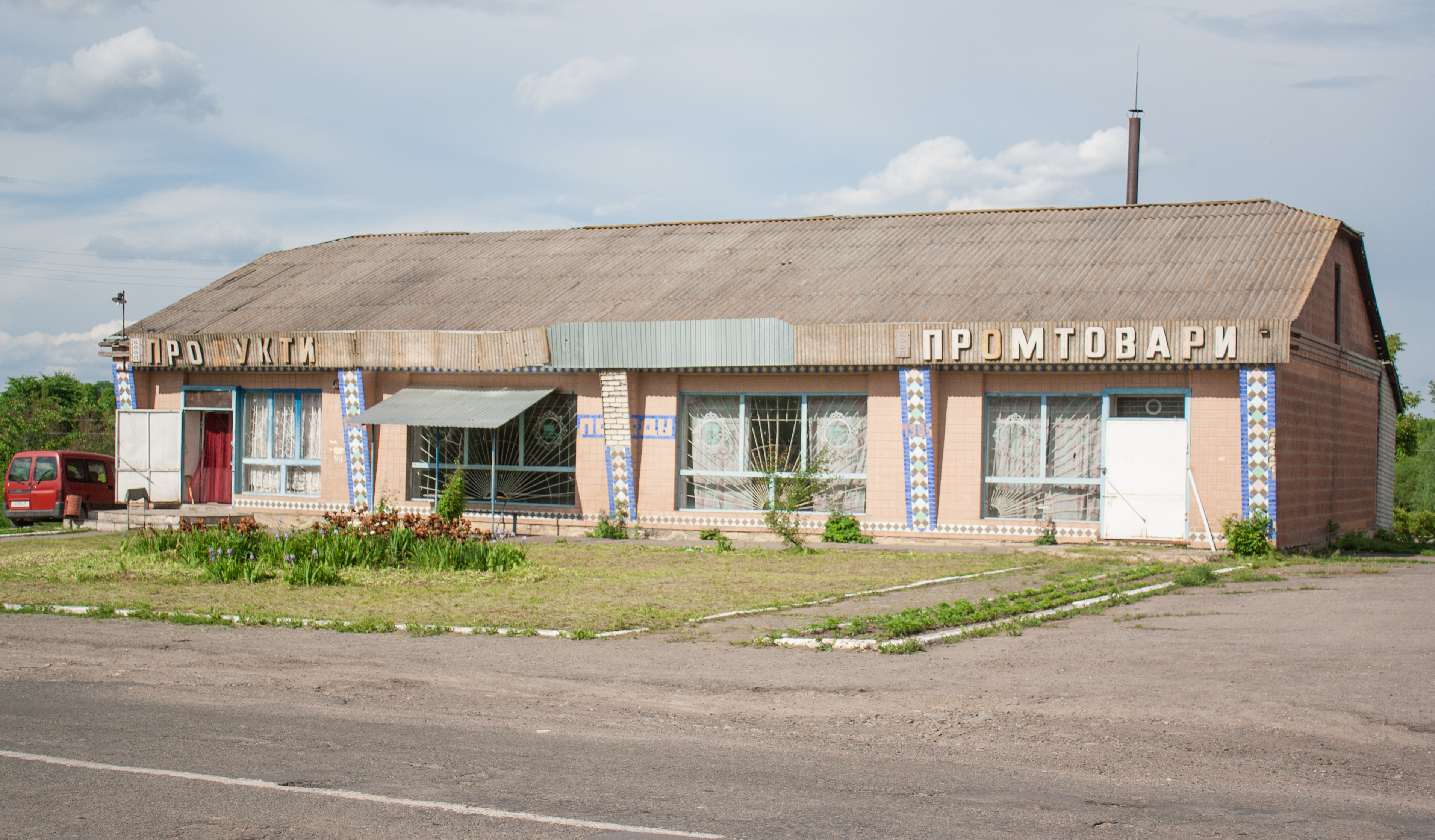
Магазин
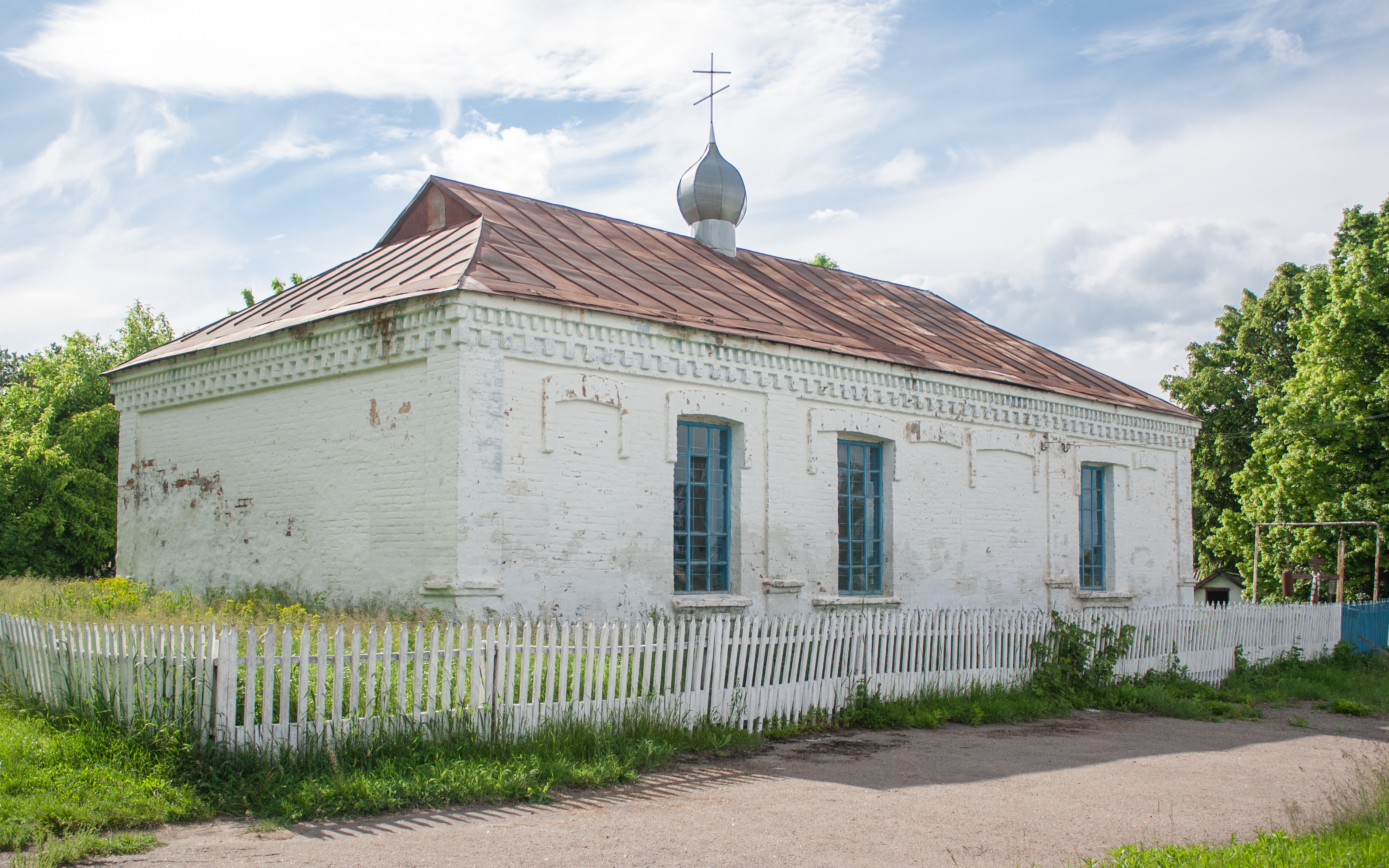
Церква
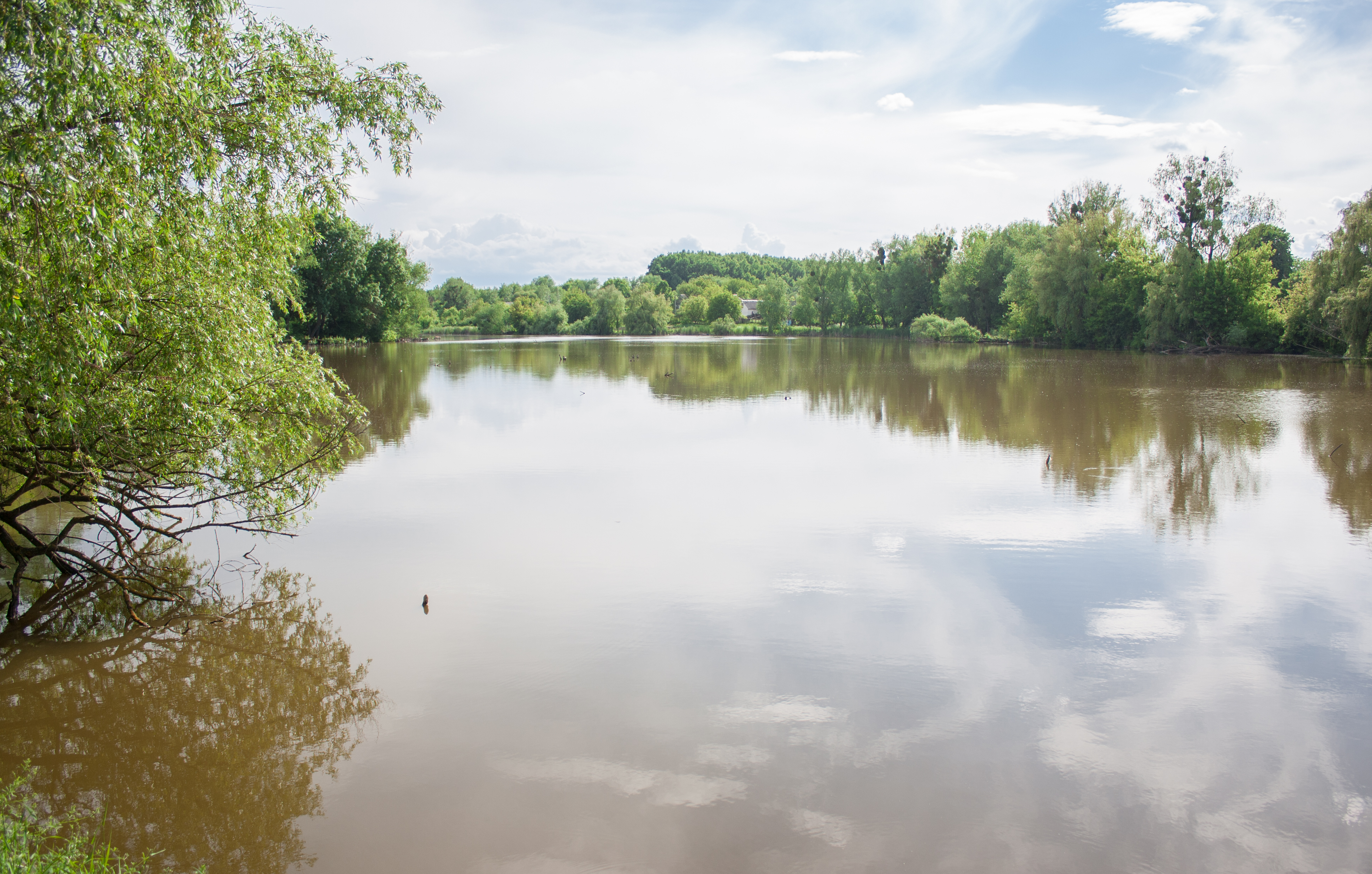
Ставок
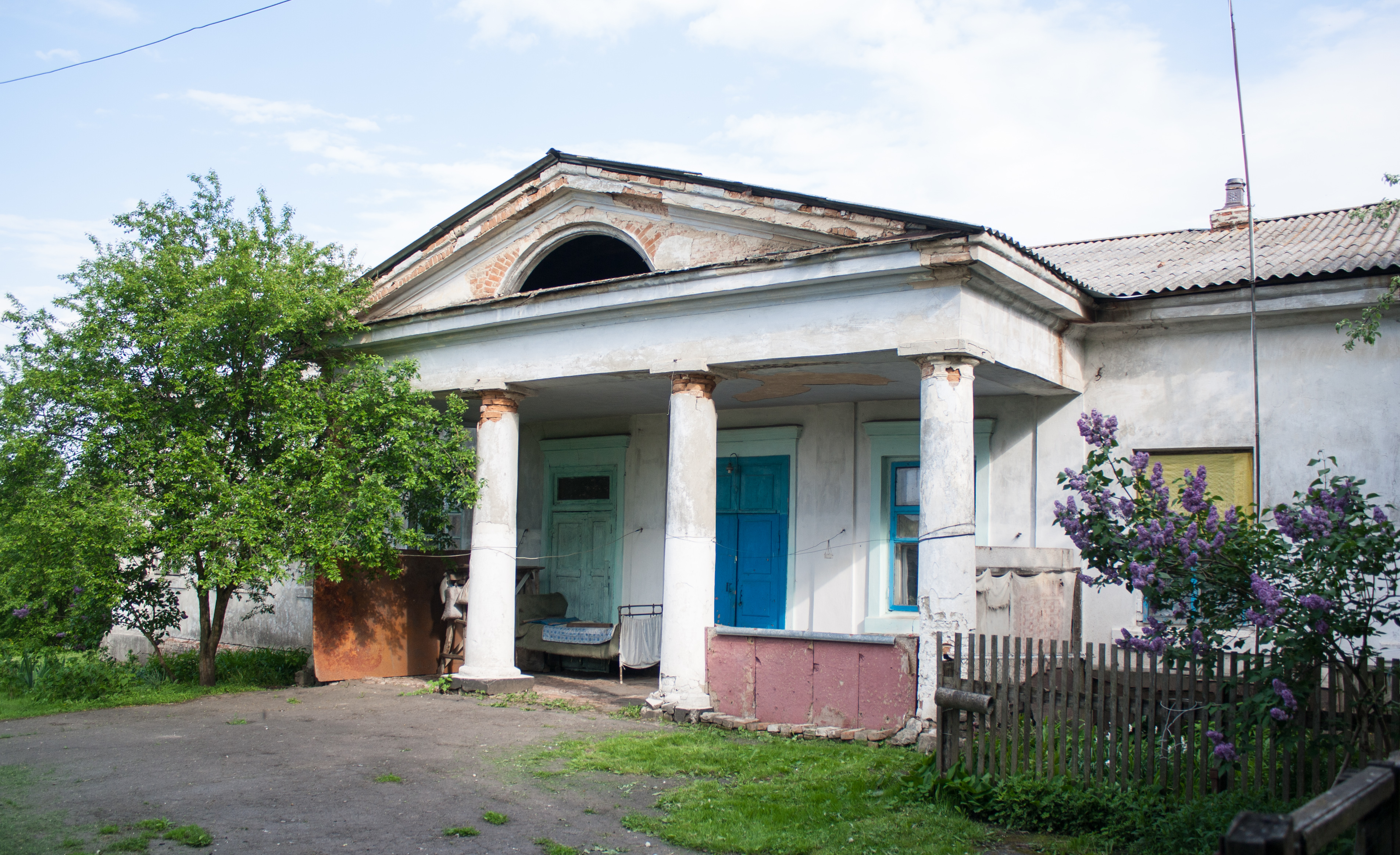
Садибний будинок (1861 р.)
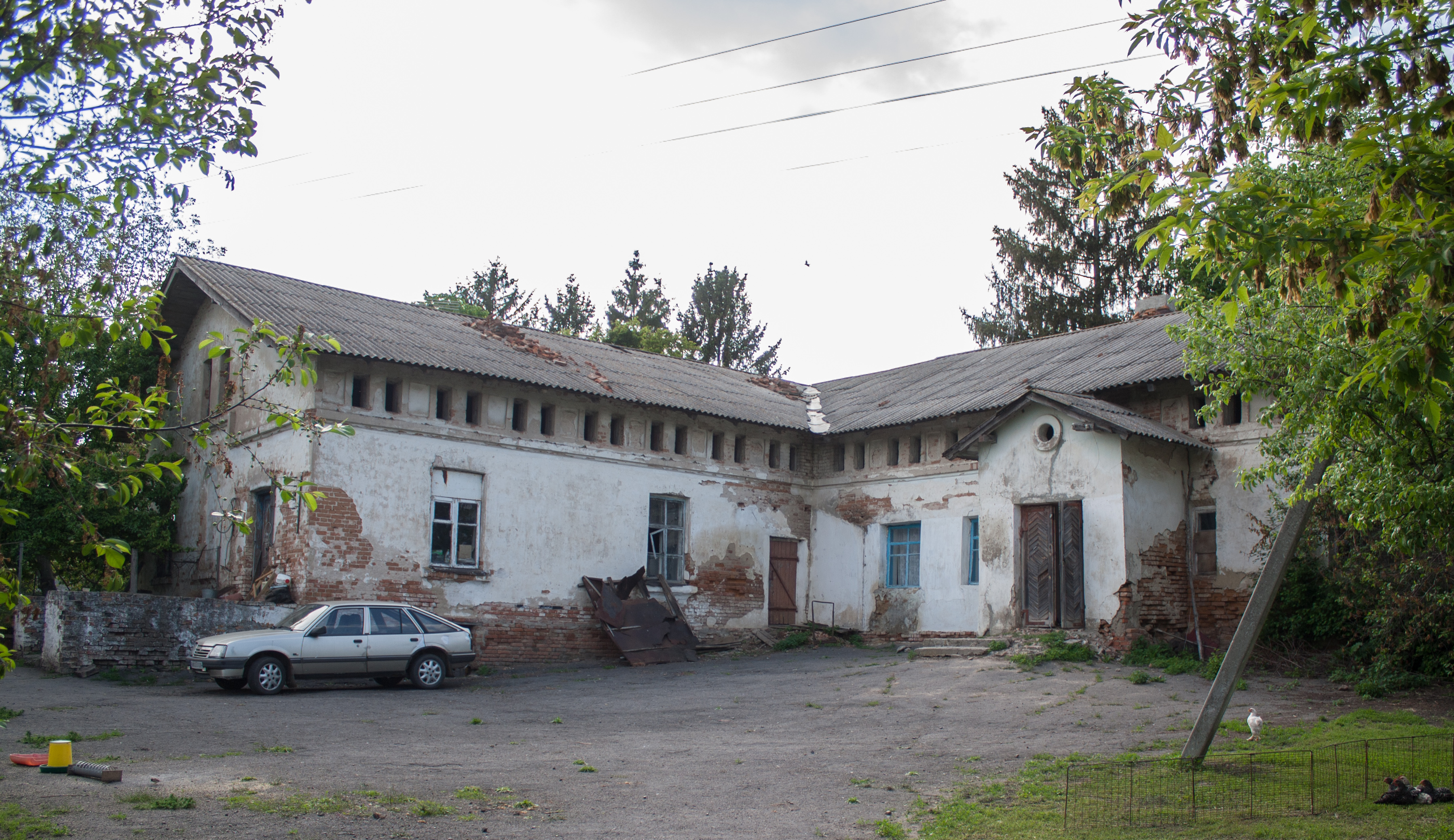
Будинок для прислуги (кін. XIX ст.)
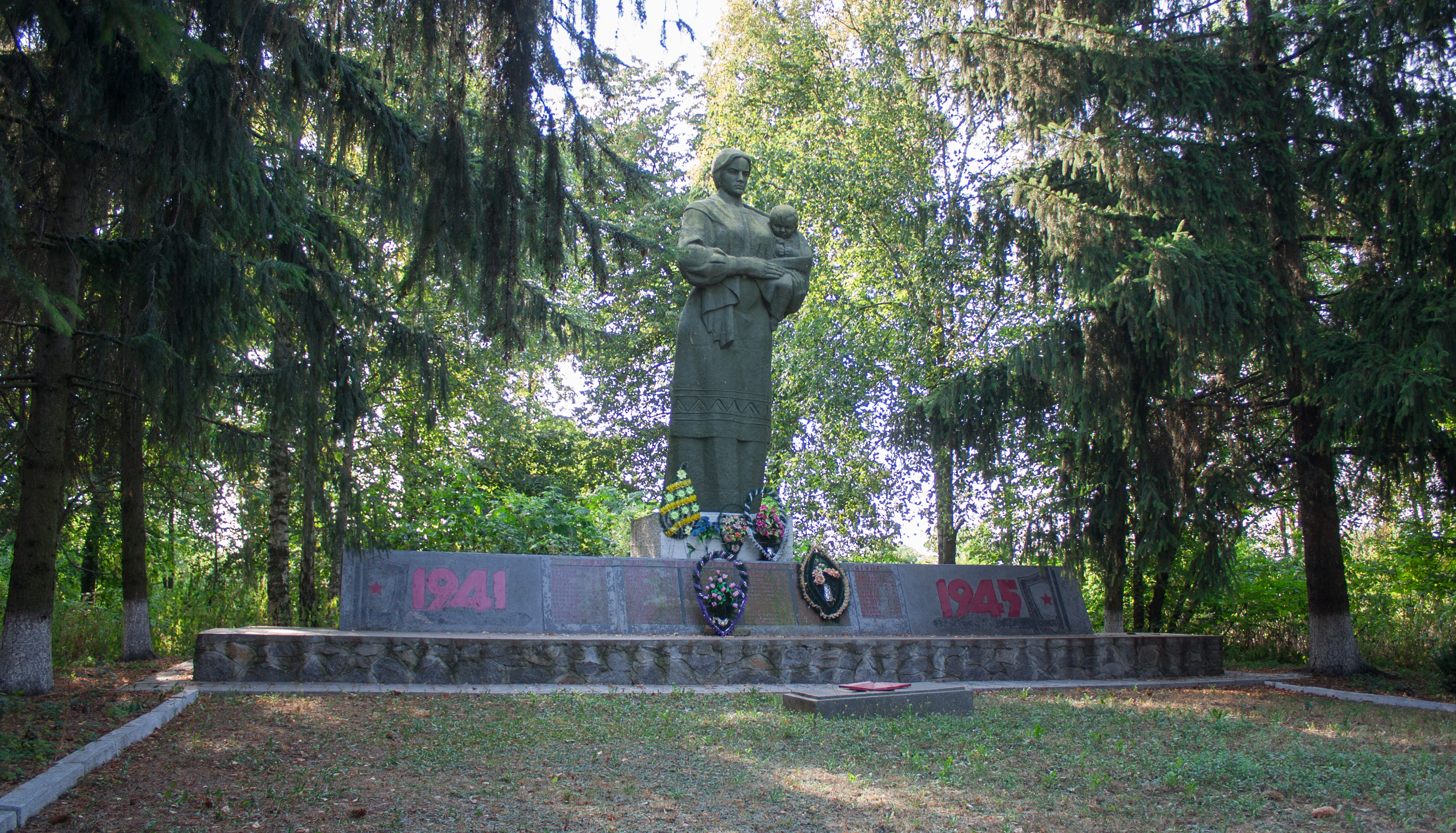
Пам'ятник воїнам-односельцям
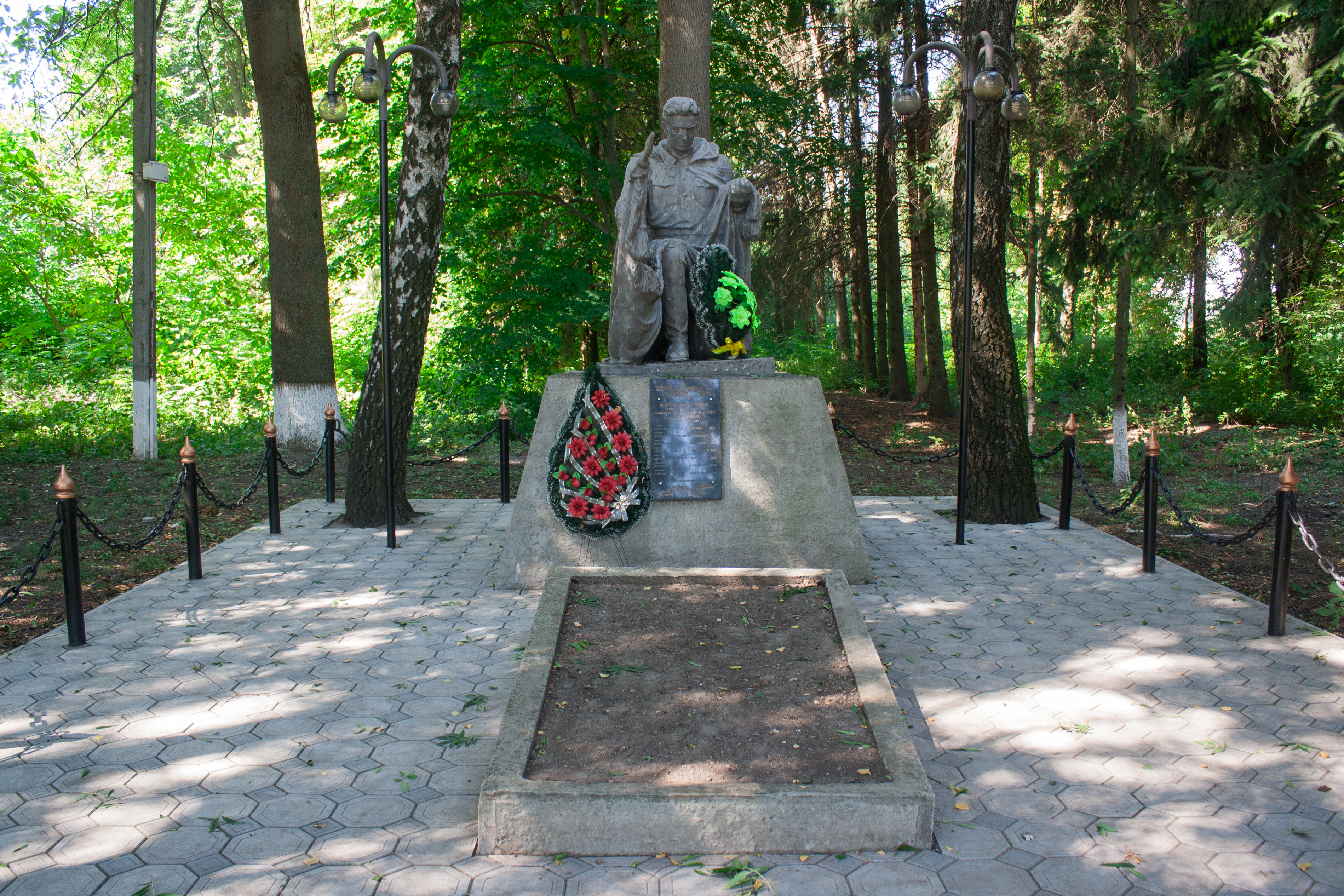
Братська могила радянських воїнів

## Відомі люди
- Турчак Варвара Дмитрівна — бригадир комплексної будівельної бригади тресту «Київміськбуд», Герой Соціалістичної Праці.